# Marcus Ericsson
Marcus Ericsson, né le 2 septembre 1990 à Kumla, est un pilote automobile suédois.
Le 29 mai 2022, il remporte les 500 miles d’Indianapolis au sein du Chip Ganassi Racing.

## Biographie

### 2007-2013: formules de promotion
Sacré champion de Formule BMW UK en 2007, Marcus Ericsson rejoint la Formule 3 et devient pilote d'essai de Brawn GP Formula One Team en 2009. De 2010 à 2013, le Suédois participe à quatre saisons de GP2 Series où il remporte trois victoires et obtient son meilleur classement 6e en 2013.

### 2014: débuts en Formule 1 avec Caterham

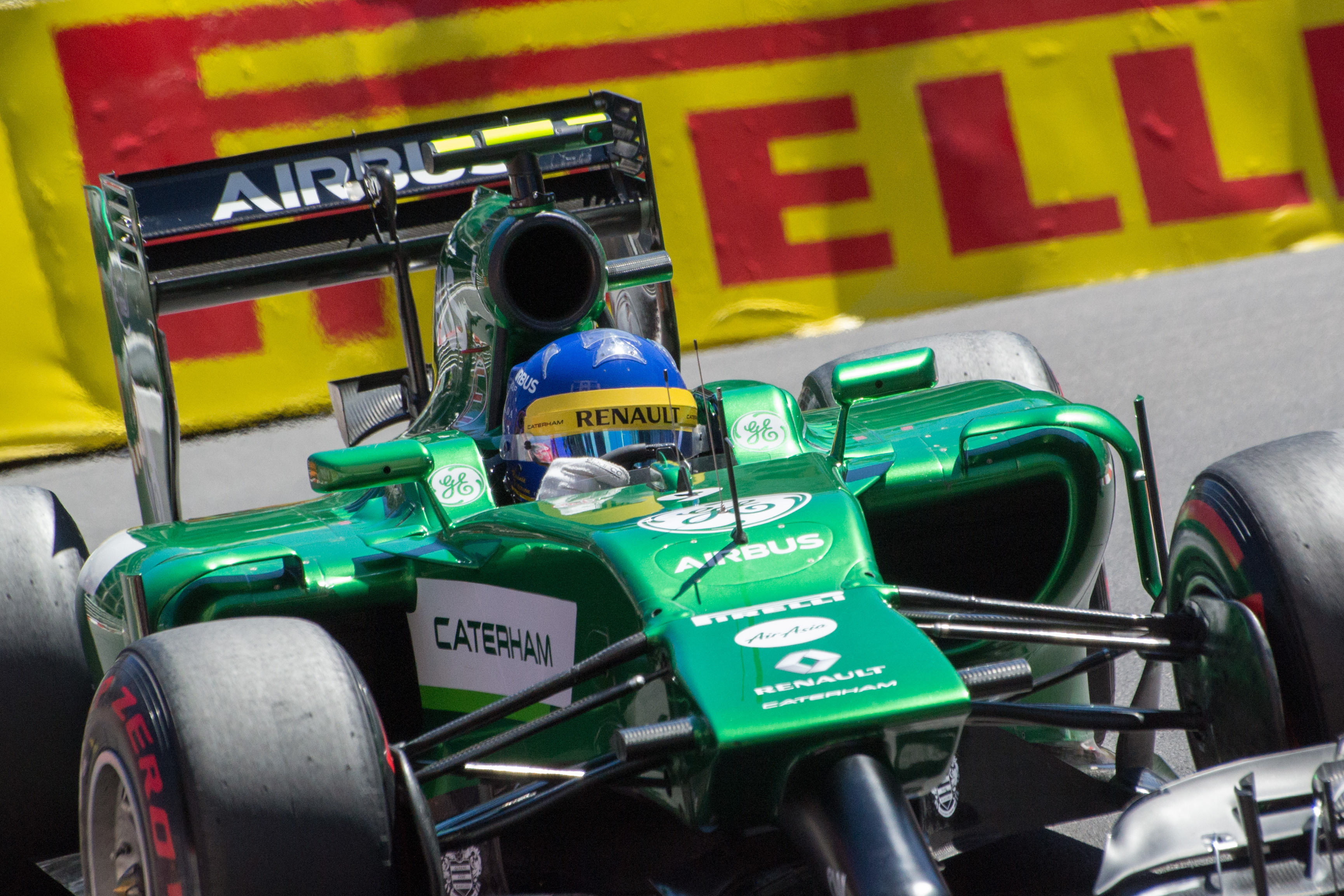
Marcus Ericsson au Grand Prix de Monaco 2014.

Grâce à l'aide de puissants sponsors, Marcus est promu titulaire en Formule 1 chez Caterham F1 Team en 2014. Le Suédois connaît une saison difficile, la faiblesse de sa monture ne lui permettant guère de briller ; il est, de plus, dominé par son coéquipier Kamui Kobayashi, plus expérimenté. À Monaco, profitant d'une course hécatombe, il termine onzième, son meilleur résultat de la saison, le meilleur également de son écurie. Au Grand Prix de Hongrie il abandonne après avoir violemment tapé le mur. En fin de saison, Ericsson progresse et parvient à revenir au niveau de Kamui Kobayashi. Les problèmes financiers obligent Caterham à manquer les derniers Grands Prix de la saison. Ericsson se tourne vers l'écurie suisse Sauber qui l'intègre dans ses rangs pour disputer la saison 2015.

### 2015: transfert chez Sauber

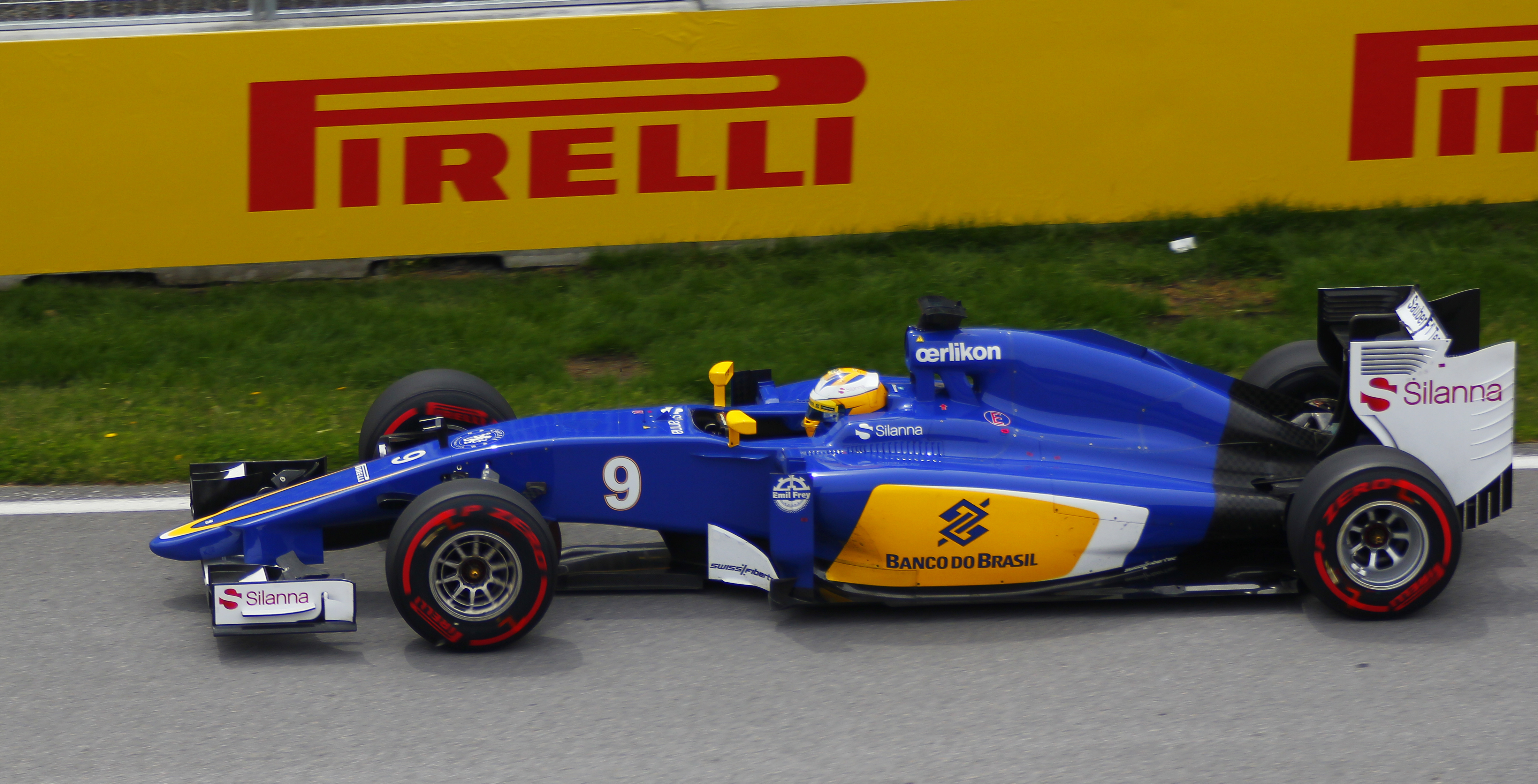
Marcus Ericsson au Grand Prix du Canada.

Le 15 mars 2015, lors du Grand Prix d'Australie, pour la première fois de sa carrière, il termine dans les points en Formule 1, avec la huitième position tandis que son coéquipier débutant Felipe Nasr termine cinquième.
Quinze jours plus tard, en Malaisie, alors qu'il réalise un bon début de course, il part en tête-à-queue dans les graviers et abandonne. Le Suédois marque des points à l'occasion du Grand Prix de Chine. Sauber se montre moins performant le reste de la saison ; Ericsson enchaîne toutefois trois arrivées dans les points en milieu de saison mais reste dominé par son coéquipier. Au Grand Prix de Russie, il s'accroche au départ avec la Force India de Nico Hülkenberg et abandonne. Il se classe 18e avec 9 points alors que son coéquipier est 13e avec le triple de points.

### 2016: deuxième saison chez Sauber

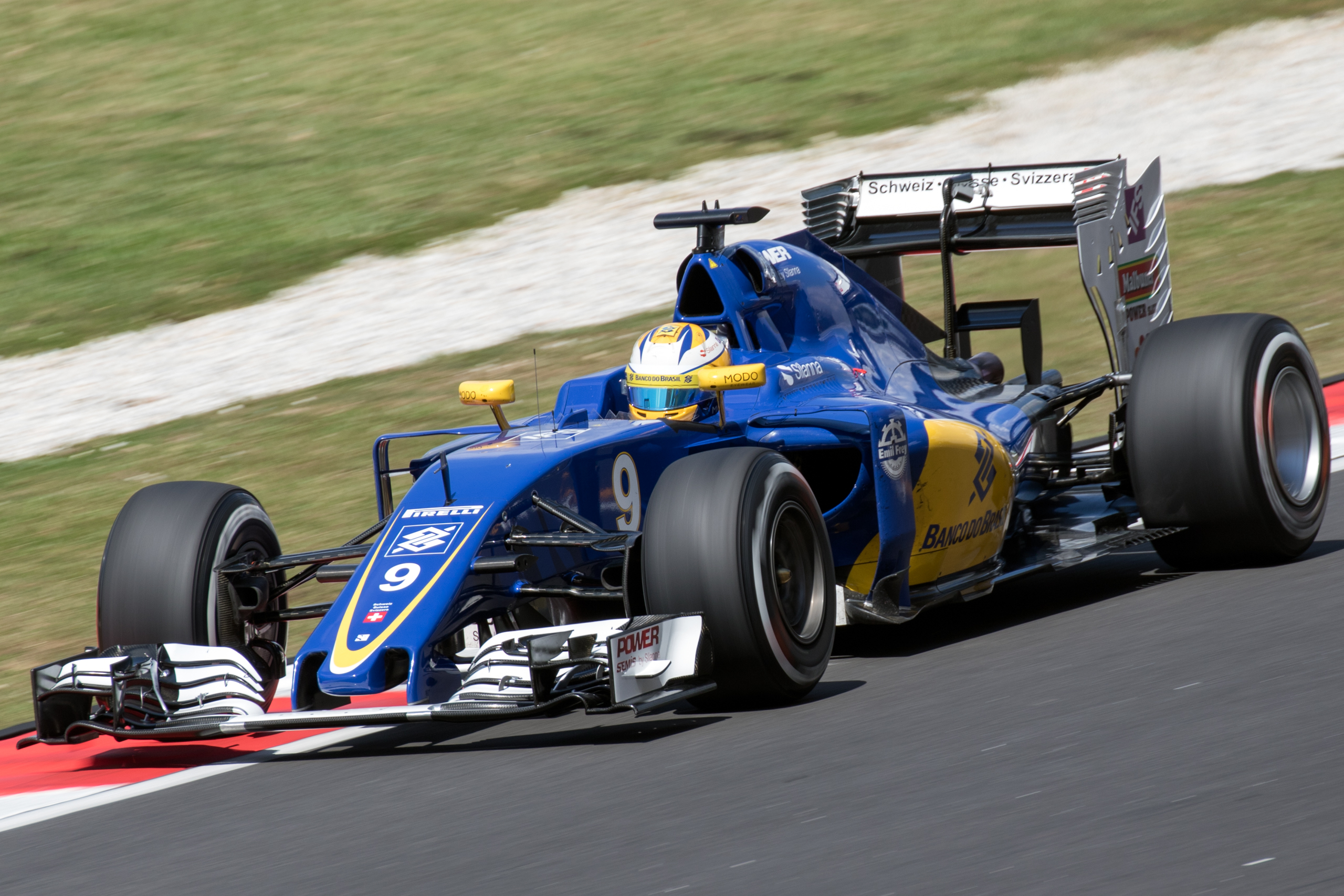
Marcus Ericsson au Grand Prix de Malaisie.

À l'image de son écurie, le suédois connaît une première partie de saison très difficile. Non seulement sa Sauber C35 ne lui permet pas de se battre pour les points mais en plus Sauber en proie à d'énormes difficultés financières ne peut pas investir dans le développement de la monoplace. À Monaco, les deux coéquipiers s'éliminent lorsque Ericsson tente de passer en force devant son partenaire qui semblait ignorer une consigne d'équipe à la Rascasse et le percute.
À Silverstone, victime d'un violent accident lors de la troisième séance d'essai libre, il ne prend pas part aux qualifications mais est autorisé à participer à la course. S'élançant depuis la voie des stands, il abandonne à cause d'un problème électrique.
Le rachat de Sauber par Longbow Finance, le commanditaire personnel de Marcus Ericsson, donne à l'écurie une bouffée d'oxygène financière qui lui permet de recommencer à investir sur les monoplaces. En fin de saison, Ericsson réussit la meilleure qualification de l'équipe à Singapour en partant quatorzième puis termine onzième au Mexique. À Interlagos, il abandonne après avoir perdu le contrôle de sa voiture sous une pluie battante et percuté le mur. Il termine la saison sans avoir marqué de points, au contraire de son équipier Felipe Nasr qu'il a toutefois devancé 12 fois en qualifications et 9 fois en course.

### 2017: troisième saison avec Sauber

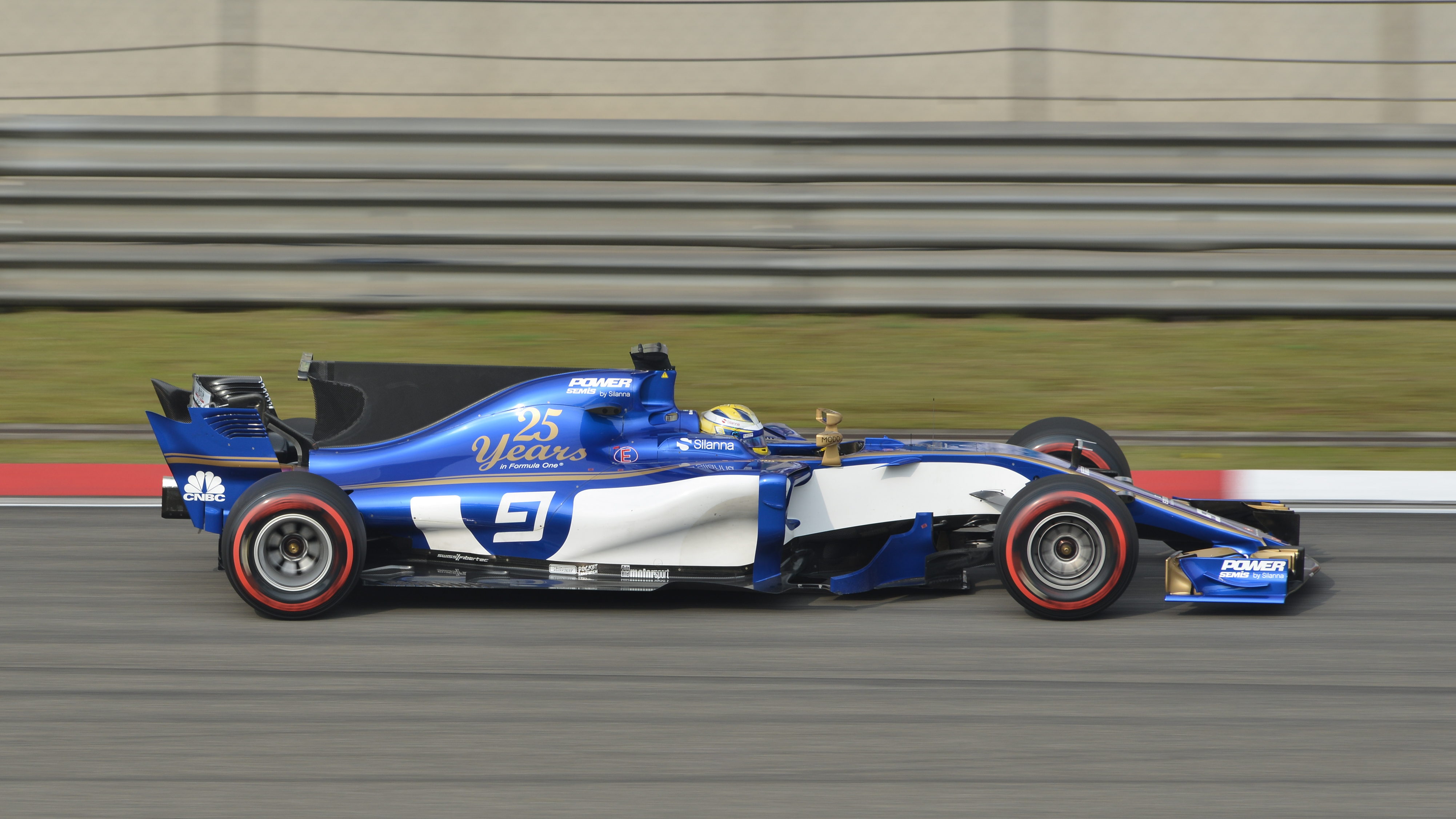
Marcus Ericsson, avec la Sauber C36, lors du Grand Prix de Chine 2017

La saison commence mal pour le pilote suédois qui abandonne en raison d'un problème hydraulique en Australie. Il abandonne ensuite à Bahreïn après un problème de boîte de vitesses et à Monaco, il touche le muret en essayant de dépasser la voiture de sécurité. 
En Chine, il se qualifie en quatorzième position et termine quinzième de la course. En Espagne et en Azerbaidjan, il termine onzième position, ses meilleurs résultats de la saison, à la porte des points. En Russie, il termine quinzième et bat son coéquipier Pascal Wehrlein pour la première fois de l'année. Au Canada, il se classe treizième, à un tour du vainqueur. 
À l'issue de la saison où il bat sept fois son coéquipier et s'incline à onze reprises, il se classe vingtième du classement des pilotes sans avoir inscrit de point, comme en 2016.

### 2018: dernière année en Formule 1

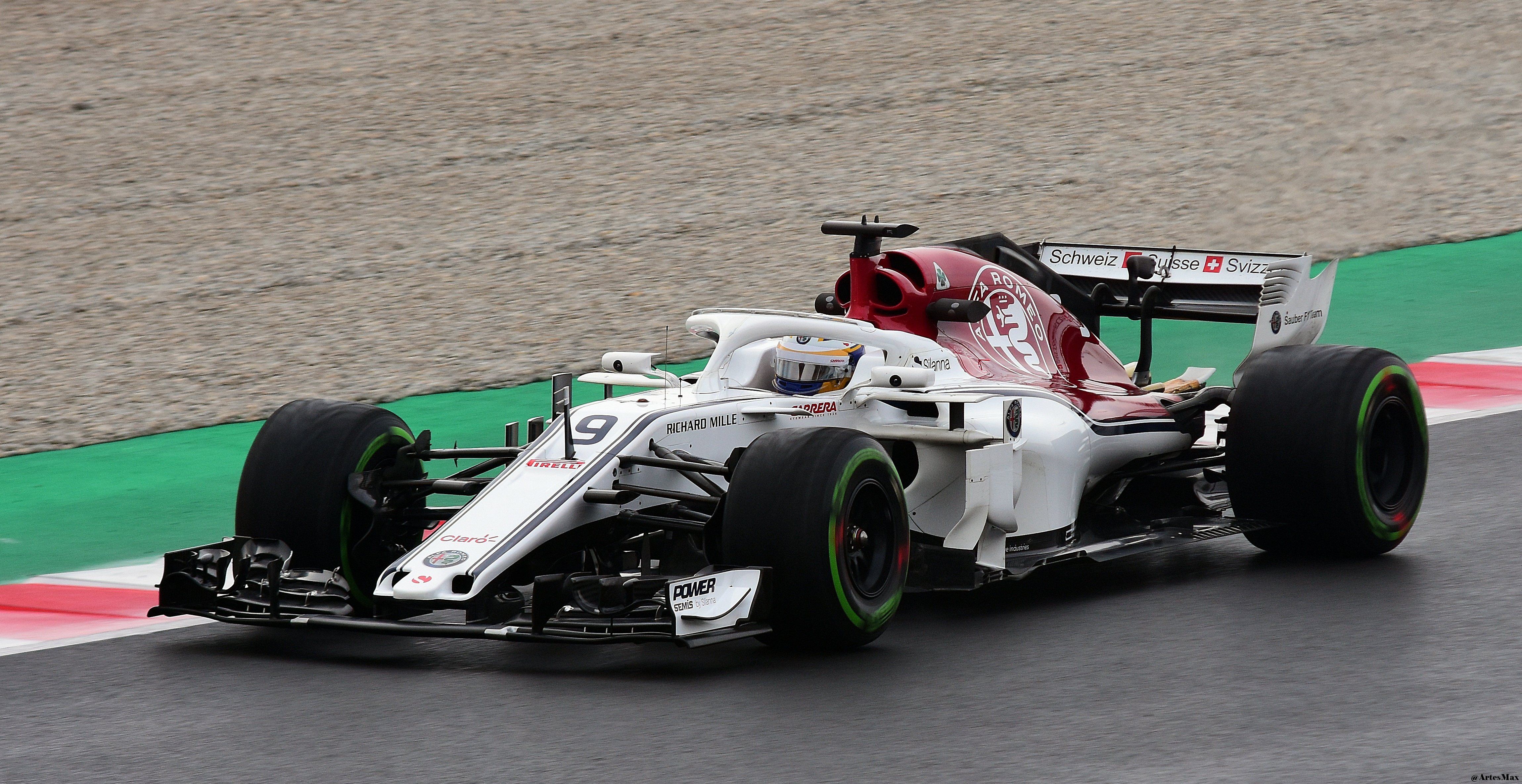
Marcus Ericsson, avec la Sauber C37, lors des essais hivernaux a Barcelone

Le début de saison en Australie commence difficilement pour Ericsson qui abandonne sur un problème de direction au cinquième tour. Il abandonne à nouveau en Grande-Bretagne, après un accident, son aileron arrière mobile restant activé au premier virage. Il termine neuvième du Grand Prix de Bahreïn et en Allemagne puis inscrit le point de la dixième place en Autriche. Au Canada, qualifié dix-huitième après avoir cassé sa suspension avant, il termine quinzième de la course. Il marque le point de la dixième place au Grand Prix de Belgique. Grâce aux disqualifications d'Esteban Ocon et de Kevin Magnussen, il inscrit de nouveau un point à Austin, puis deux autres la semaine suivante au Mexique.

### 2019-2022: passage en IndyCar Series et victoire aux 500 miles d’Indianapolis
Remplacé par Antonio Giovinazzi chez Sauber en 2019, Marcus Ericsson s'engage en IndyCar Series avec le Schmidt Peterson Motorsports. Il reste, en parallèle, pilote de réserve de Sauber en Formule 1.
Le 3 juin, lors de la deuxième course à Détroit, Marcus Ericsson termine deuxième derrière Scott Dixon et monte sur son premier podium en Indycar. En 2021, il remporte les Grands Prix de Belle-Isle 1 et de Nashville et termine sixième du championnat. 
Le 29 mai 2022, Marcus Ericsson remporte les 500 miles d’Indianapolis au sein du Chip Ganassi Racing.

## Carrière avant la Formule 1

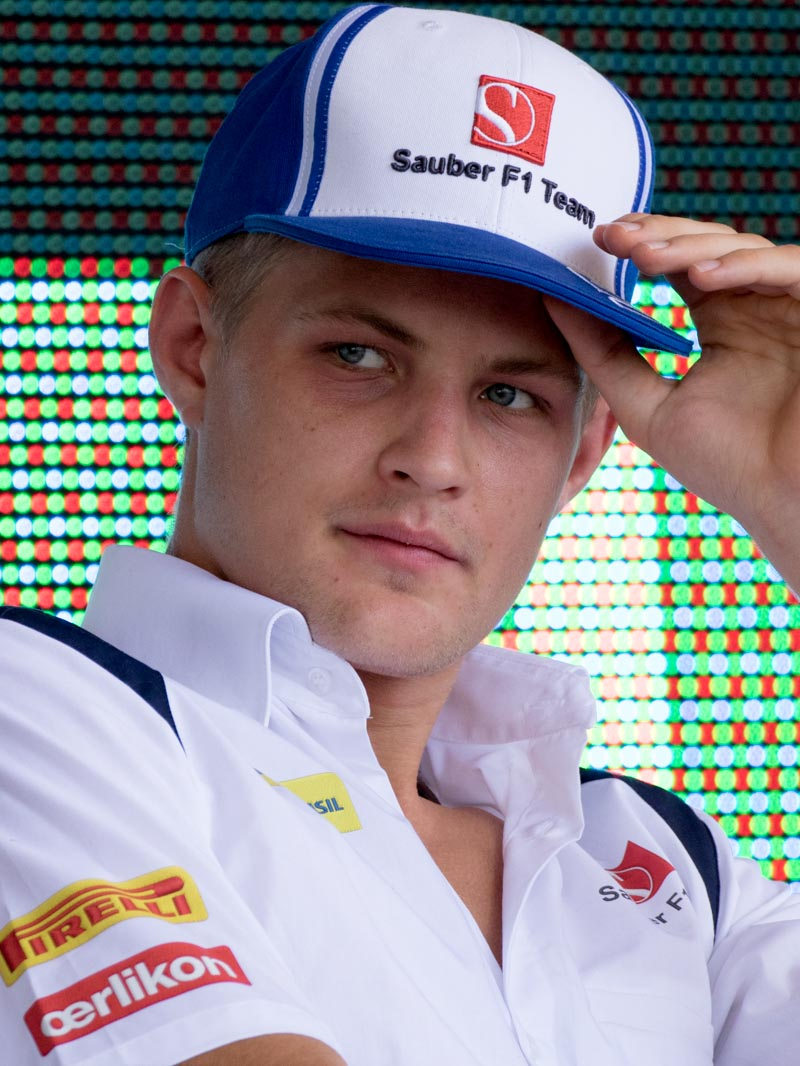
Marcus Ericsson en 2015.

- 2007 : Formule BMW UK, Champion (7 victoires)
- 2008 : Championnat de Grande-Bretagne de Formule 3, 5e
- 2009 : Championnat du Japon de Formule 3, Champion (5 victoires)
  - 4 courses en Championnat de Grande-Bretagne de Formule 3, 2 victoires
  - Pilote d'essais chez Brawn GP
- 2010 : GP2 Series, Super Nova Racing, 17e (1 victoire)
- 2011 : GP2 Series avec l'écurie iSport International, 10e
- 2012 : GP2 Series avec l'écurie iSport International, 8e (1 victoire)
- 2013 : GP2 Series avec l'écurie DAMS, 6e (1 victoire)

## Résultats en championnat du monde de Formule 1
| Saison | Écurie                    | Châssis       | Moteur                   | Pneus   | GP disputés | Victoires | Pole positions | Podiums | Meilleurs tours | Dans les points | Abandons | Points inscrits | Classement |
| ------ | ------------------------- | ------------- | ------------------------ | ------- | ----------- | --------- | -------------- | ------- | --------------- | --------------- | -------- | --------------- | ---------- |
| 2014   | Caterham F1 Team          | Caterham CT05 | Renault V6 turbo hybride | Pirelli | 16          | 0         | 0              | 0       | 0               | 0               | 5        | 0               | 19e        |
| 2015   | Sauber F1 Team            | Sauber C34    | Ferrari V6 turbo hybride | Pirelli | 19          | 0         | 0              | 0       | 0               | 5               | 3        | 9               | 18e        |
| 2016   | Sauber F1 Team            | Sauber C35    | Ferrari V6 turbo hybride | Pirelli | 21          | 0         | 0              | 0       | 0               | 0               | 5        | 0               | 22e        |
| 2017   | Sauber F1 Team            | Sauber C36    | Ferrari V6 turbo hybride | Pirelli | 20          | 0         | 0              | 0       | 0               | 0               | 7        | 0               | 20e        |
| 2018   | Alfa Romeo Sauber F1 Team | Sauber C37    | Ferrari V6 turbo hybride | Pirelli | 21          | 0         | 0              | 0       | 0               | 6               | 8        | 9               | 17e        |
|        | Total                     |               |                          |         | 97          | 0         | 0              | 0       | 0               | 11              | 22       | 18              |            |

| Saison | Écurie                    | Châssis       | Moteur                                  | Pneus | 1        | 2        | 3        | 4      | 5      | 6        | 7        | 8      | 9        | 10       | 11       | 12     | 13       | 14       | 15       | 16       | 17     | 18       | 19     | 20       | 21       | Classement | Points inscrits |
| ------ | ------------------------- | ------------- | --------------------------------------- | ----- | -------- | -------- | -------- | ------ | ------ | -------- | -------- | ------ | -------- | -------- | -------- | ------ | -------- | -------- | -------- | -------- | ------ | -------- | ------ | -------- | -------- | ---------- | --------------- |
| 2014   | Caterham F1 Team          | Caterham CT05 | Renault V6 turbo hybride Energy F1-2014 | P     | AUS Abd. | MAL 14   | BHR Abd. | CHI 20 | ESP 20 | MON 11   | CAN Abd. | AUT 18 | GBR Abd. | ALL 18   | HON Abd. | BEL 17 | ITA 19   | SIN 15   | JPN 17   | RUS 19   | USA    | BRE      | ABU    |          |          | 19e        | 0               |
| 2015   | Sauber F1 Team            | Sauber C34    | Ferrari V6 turbo hybride Type 059/4     | P     | AUS 8    | MAL Abd. | CHI 10   | BHR 14 | ESP 14 | MON 13   | CAN 14   | AUT 13 | GBR 11   | HON 10   | BEL 10   | ITA 9  | SIN 11   | JPN 14   | RUS Abd. | USA Abd. | MEX 12 | BRE 16   | ABU 14 |          |          | 18e        | 9               |
| 2016   | Sauber F1 Team            | Sauber C35    | Ferrari V6 turbo hybride Type 061       | P     | AUS Abd. | BHR 12   | CHN 16   | RUS 14 | ESP 12 | MON Abd. | CAN 15   | EUR 17 | AUT 15   | GBR Abd. | HON 20   | ALL 18 | BEL Abd. | ITA 16   | SIN 17   | MAL 12   | JPN 15 | USA 14   | MEX 11 | BRE Abd. | ABU 15   | 22e        | 0               |
| 2017   | Sauber F1 Team            | Sauber C36    | Ferrari V6 turbo hybride Type 061       | P     | AUS Abd. | CHN 15   | BHR Abd. | RUS 15 | ESP 11 | MON Abd. | CAN 13   | AZE 11 | AUT 14   | GBR 14   | HON 16   | BEL 16 | ITA 18*  | SIN Abd. | MAL 18   | JPN Abd. | USA 15 | MEX Abd. | BRE 13 | ABU 17   |          | 20e        | 0               |
| 2018   | Alfa Romeo Sauber F1 Team | Sauber C37    | Ferrari V6 turbo hybride Type 062 EVO   | P     | AUS Abd. | BAH 9    | CHI 16   | AZE 11 | ESP 13 | MON 11   | CAN 15   | FRA 13 | AUT 10   | GBR Abd. | ALL 9    | HON 15 | BEL 10   | ITA 15   | SIN 11   | RUS 13   | JAP 12 | USA 10   | MEX 9  | BRÉ Abd. | ABU Abd. | 17e        | 9               |

Légende : ici 

## Résultats en IndyCar Series
| Saison | Écurie                       | Courses disputés | Pole positions | Victoires | Podiums | Meilleur tours | Points inscrits | Classement |
| ------ | ---------------------------- | ---------------- | -------------- | --------- | ------- | -------------- | --------------- | ---------- |
| 2019   | Schmidt Peterson Motorsports | 16               | 0              | 0         | 1       | 1              | 290             | 17e        |
| 2020   | Chip Ganassi Racing          | 14               | 0              | 0         | 0       | 1              | 291             | 12e        |
| 2021   | Chip Ganassi Racing          | 16               | 0              | 2         | 3       | 1              | 435             | 6e         |
| 2022   | Chip Ganassi Racing          | 17               | 0              | 1         | 3       | 1              | 506             | 6e         |
| 2023   | Chip Ganassi Racing          | 17               | 0              | 1         | 3       | 0              | 438             | 6e         |
| 2024   | Andretti Global              | 17               | 0              | 0         | 1       | 2              | 297             | 15e        |
| 2025   | Andretti Global              |                  |                |           |         |                |                 | e          |